# قرار مجلس الأمن التابع للأمم المتحدة رقم 875
قرار مجلس الأمن التابع للأمم المتحدة رقم 875، المتخذ بالإجماع في 16 تشرين الأول / أكتوبر 1993، بعد التذكير بالقرارات 841 (1993)، 861 (1993)، 862 (1993)، 867 (1993) و873 (1993)، وإدراكا منه لاستمرار فشل الأطراف في هايتي في تنفيذ اتفاق جزيرة غفرنرز، وسع المجلس العقوبات الدولية وفرض حصارًا بحريًا على البلاد.
كانت العقوبات إجراء آخر يهدف إلى إزاحة المجلس العسكري في هايتي واستعادة الديمقراطية. بموجب الفصل السابع والفصل الثامن من ميثاق الأمم المتحدة، دعا المجلس الدول الأعضاء إلى وقف الشحن البحري الداخلي عند الضرورة من أجل التفتيش والتحقق من شحناتهم ووجهاتهم، وكذلك تنفيذ القيود على النفط والغاز الطبيعي المسال وفقًا بقرارات سابقة.
واختتم القرار بالقول إنه سيتم اتخاذ مزيد من التدابير إذا لزم الأمر لضمان الامتثال.

## روابط خارجية
- نص القرار في undocs.org